# Salsola turkestanica
Salsola turkestanica là loài thực vật có hoa thuộc họ Dền. Loài này được Litv. miêu tả khoa học đầu tiên năm 1910.